# Changing Horses
Albums de Ben Kweller
Ben Kweller (album)
(2006)
Changing Horses est le quatrième album du rocker américain Ben Kweller,zzzs sorti en 2009,,,.

## Liste des morceaux
1. Gypsy Rose - 4:56
2. Old Hat - 4:12
3. Fight - 2:54
4. Hurtin' You - 2:47
5. Ballad of Wendy Baker - 3:58
6. Sawdust Man - 4:12
7. Wantin' Her Again - 2:42
8. Things I Like to Do - 2:09
9. On Her Own - 4:01
10. Homeward Bound - 3:50